# Interlands Turks voetbalelftal 1940-1949
Deze pagina toont een chronologisch en gedetailleerd overzicht van de interlands die het Turks voetbalelftal heeft gespeeld in de periode 1940 – 1949.

## Interlands

### 1940
Geen interlands gespeeld.

### 1941
Geen interlands gespeeld.

### 1942
Geen interlands gespeeld.

### 1943
Geen interlands gespeeld.

### 1944
Geen interlands gespeeld.

### 1945
Geen interlands gespeeld.

### 1946
Geen interlands gespeeld.

### 1947
Geen interlands gespeeld.

### 1948
|                                                                      |                         |       |                                                               |                                                                                                |
| 23 april Vriendschappelijk № 27 «onderlinge duels» 16:30 uur (UTC+2) | Griekenland             | 1 – 3 | Turkije                                                       | Leoforos Alexandrasstadion, Athene Toeschouwers: 15.000 Scheidsrechter: Generoso Dattilo (ITA) |
| 23 april Vriendschappelijk № 27 «onderlinge duels» 16:30 uur (UTC+2) | Kleanthis Vikelidis 70' |       | 9' Fikret Kırcan 30' Lefter Küçükandonyadis 74' Şükrü Gülesin | Leoforos Alexandrasstadion, Athene Toeschouwers: 15.000 Scheidsrechter: Generoso Dattilo (ITA) |

|                                                                    |         |                   |            |                                                                                         |
| 30 mei Vriendschappelijk № 28 «onderlinge duels» 17:30 uur (UTC+3) | Turkije | 0 – 1             | Oostenrijk | Dolmabahçestadion, Istanbul Toeschouwers: 17.000 Scheidsrechter: Giovanni Galeati (ITA) |
| 30 mei Vriendschappelijk № 28 «onderlinge duels» 17:30 uur (UTC+3) |         | 64' Alfred Körner |            | Dolmabahçestadion, Istanbul Toeschouwers: 17.000 Scheidsrechter: Giovanni Galeati (ITA) |

| Olympische Spelen 1948 |
| ---------------------- |

|                                                                                       |       |                                                                     |         |                                                                                     |
| 2 augustus Olympische Spelen Achtste finale № 29 «onderlinge duels» 18:30 uur (UTC+1) | China | 0 – 4                                                               | Turkije | Green Pond Road, Walthamstow Toeschouwers: 21.708 Scheidsrechter: Johann Beck (AUT) |
| 2 augustus Olympische Spelen Achtste finale № 29 «onderlinge duels» 18:30 uur (UTC+1) |       | 18', 61' Gündüz Kılıç 72' Hüseyin Saygun 87' Lefter Küçükandonyadis |         | Green Pond Road, Walthamstow Toeschouwers: 21.708 Scheidsrechter: Johann Beck (AUT) |

|                                                                                    |                   |       |                                                         |                                                                         |
| 5 augustus Olympische Spelen Kwartfinale № 30 «onderlinge duels» 18:30 uur (UTC+1) | Turkije           | 1 – 3 | Joegoslavië                                             | Lynn Road, Londen Toeschouwers: 8.000 Scheidsrechter: Victor Sdez (FRA) |
| 5 augustus Olympische Spelen Kwartfinale № 30 «onderlinge duels» 18:30 uur (UTC+1) | Şükrü Gülesin 33' |       | 21' Željko Čajkovski 60' Stjepan Bobek 80' Franjo Wölfl | Lynn Road, Londen Toeschouwers: 8.000 Scheidsrechter: Victor Sdez (FRA) |

|  |  |  |  |  |  |  |  |  |

|                                                                         |                   |       |                    |                                                                                        |
| 28 november Vriendschappelijk № 31 «onderlinge duels» 16:45 uur (UTC+2) | Turkije           | 2 – 1 | Griekenland        | Dolmabahçestadion, Istanbul Toeschouwers: 9.000 Scheidsrechter: Generoso Dattilo (ITA) |
| 28 november Vriendschappelijk № 31 «onderlinge duels» 16:45 uur (UTC+2) | Reha Eken 3', 19' |       | 44' Babis Fylaktos | Dolmabahçestadion, Istanbul Toeschouwers: 9.000 Scheidsrechter: Generoso Dattilo (ITA) |

### 1949
|                                                                      |                 |       |         |                                                                                   |
| 20 maart Vriendschappelijk № 32 «onderlinge duels» 16:00 uur (UTC+1) | Oostenrijk      | 1 – 0 | Turkije | Prater-Stadion, Wenen Toeschouwers: 62.000 Scheidsrechter: Giuseppe Carpani (ITA) |
| 20 maart Vriendschappelijk № 32 «onderlinge duels» 16:00 uur (UTC+1) | Karl Decker 45' |       |         | Prater-Stadion, Wenen Toeschouwers: 62.000 Scheidsrechter: Giuseppe Carpani (ITA) |

|                                                                                       |             |       |                                                         |                                                                                              |
| 12 mei Eastern Mediterranean Friendship Cup № 33 «onderlinge duels» 16:30 uur (UTC+2) | Egypte      | 2 – 3 | Turkije                                                 | Leoforos Alexandrasstadion, Athene Toeschouwers: 20.000 Scheidsrechter: Agostino Gamba (ITA) |
| 12 mei Eastern Mediterranean Friendship Cup № 33 «onderlinge duels» 16:30 uur (UTC+2) | Goal · Goal |       | 38' Gündüz Kılıç 46' Bülent Aziz Esel 86' Şükrü Gülesin | Leoforos Alexandrasstadion, Athene Toeschouwers: 20.000 Scheidsrechter: Agostino Gamba (ITA) |

|                                                                                       |                       |       |                                       |                                                                                                 |
| 15 mei Eastern Mediterranean Friendship Cup № 34 «onderlinge duels» 16:45 uur (UTC+2) | Griekenland           | 1 – 2 | Turkije                               | Leoforos Alexandrasstadion, Athene Toeschouwers: 15.000 Scheidsrechter: Mohammed Al Sayed (EGY) |
| 15 mei Eastern Mediterranean Friendship Cup № 34 «onderlinge duels» 16:45 uur (UTC+2) | Xenos Markopoulos 49' |       | 33' Gündüz Kılıç 44' Bülent Aziz Esel | Leoforos Alexandrasstadion, Athene Toeschouwers: 15.000 Scheidsrechter: Mohammed Al Sayed (EGY) |

|                                                                    |                    |       |                                        | |
| 20 mei Vriendschappelijk № 35 «onderlinge duels» 17:00 uur (UTC+2) | Italië             | 3 – 2 | Turkije                                | Leoforos Alexandrasstadion, Athene Toeschouwers: 15.000 Scheidsrechter: Vasilis Diamantopoulos (GRE) |
| 20 mei Vriendschappelijk № 35 «onderlinge duels» 17:00 uur (UTC+2) | Goal · Goal · Goal |       | 10' Şükrü Gülesin 18' Bülent Aziz Esel | Leoforos Alexandrasstadion, Athene Toeschouwers: 15.000 Scheidsrechter: Vasilis Diamantopoulos (GRE) |

|                                                                            |                                                                          |       |       |                                                                                          |
| 20 november WK 1950 kwalificatie № 36 «onderlinge duels» 14:00 uur (UTC+2) | Turkije                                                                  | 7 – 0 | Syrië | Ankara 19 Mayısstadion, Ankara Toeschouwers: 35.000 Scheidsrechter: Agostino Gamba (ITA) |
| 20 november WK 1950 kwalificatie № 36 «onderlinge duels» 14:00 uur (UTC+2) | Cansever 12', 16', 87' Eken 44' Kücükandonyadis 66' Keskin 67' Kilic 72' |       |       | Ankara 19 Mayısstadion, Ankara Toeschouwers: 35.000 Scheidsrechter: Agostino Gamba (ITA) |

TFF · A-internationals · Selecties · Bondscoaches · Turks vrouwenelftal · Olympisch elftal · Turkije U21 · Turkije U20 · Turkije U19 · Turkije U18 · Turkije U17 · Turkije U16
1923 – 1929 · 
1930 – 1939 · 
1940 – 1949 · 
1950 – 1959 · 
1960 – 1969 · 
1970 – 1979 · 
1980 – 1989 · 
1990 – 1999 · 
2000 – 2009 · 
2010 – 2019 ·
2020 − 2029
EK 1996 · 
EK 2000 · 
EK 2008 · 
EK 2016 ·
EK 2020 ·
EK 2024 · WK 1954 · WK 2002 · OS 1924 · 
OS 1928 · 
OS 1936 · 
OS 1948 · 
OS 1952 · 
OS 1960
1923 · 
1924 · 
1925 · 
1926 · 
1927 · 
1928 · 
1929 · 1930 · 
1931 · 
1932 · 
1933 · 1934 · 1935 · 
1936 · 
1937 · 
1938 · 1939 · 1940 · 1941 · 1942 · 1943 · 1944 · 1945 · 1946 · 1947 · 
1948 · 
1949 · 
1950 · 
1952 · 
1952 · 
1953 · 
1954 · 
1955 · 
1956 · 
1957 · 
1958 · 
1959 · 
1960 · 
1961 · 
1962 · 
1963 · 
1964 · 
1965 · 
1966 · 
1967 · 
1968 · 
1969 · 
1970 · 
1971 · 
1972 · 
1973 · 
1974 · 
1975 · 
1976 · 
1977 · 
1978 · 
1979 · 
1980 · 
1981 · 
1982 · 
1983 · 
1984 · 
1985 · 
1986 · 
1987 · 
1988 · 
1989 · 
1990 · 
1991 · 
1992 · 
1993 · 
1994 · 
1995 · 
1996 · 
1997 · 
1998 · 
1999 · 
2000 · 
2001 · 
2002 · 
2003 · 
2004 · 
2005 · 
2006 · 
2007 · 
2008 · 
2009 · 
2010 · 
2011 · 
2012 · 
2013 · 
2014 · 
2015 ·
2016 ·
2017 ·
2018 ·
2019 ·
2020 ·
2021 ·
2022 ·
2023 ·
2024
Albanië ·
Algerije ·
Andorra ·
Angola ·
Armenië ·
Australië ·
Azerbeidzjan ·
België ·
Bosnië en Herzegovina ·
Brazilië ·
Bulgarije ·
Canada ·
Chili ·
China ·
Colombia ·
Costa Rica ·
DDR ·
Denemarken ·
Duitsland ·
Ecuador ·
Egypte ·
Engeland ·
Estland ·
Ethiopië ·
Faeröer ·
Finland ·
Frankrijk ·
Georgië ·
Ghana ·
Gibraltar ·
Griekenland ·
Guinee ·
Honduras ·
Hongarije ·
Ierland ·
IJsland ·
Irak ·
Iran ·
Israël ·
Italië ·
Ivoorkust ·
Japan ·
Joegoslavië ·
Kameroen ·
Kazachstan ·
Kosovo ·
Kroatië ·
Letland ·
Libanon ·
Libië ·
Liechtenstein ·
Litouwen ·
Luxemburg ·
Maleisië ·
Malta ·
Moldavië ·
Montenegro · 
Nederland ·
Nieuw-Zeeland ·
Noord-Ierland ·
Noord-Macedonië ·
Noorwegen ·
Oekraïne ·
Oezbekistan ·
Oostenrijk ·
Pakistan ·
Paraguay ·
Polen ·
Portugal ·
Qatar · 
Roemenië ·
Rusland ·
San Marino ·
Saoedi-Arabië ·
Schotland ·
Senegal ·
Servië ·
Slovenië · 
Slowakije ·
Sovjet-Unie ·
Spanje ·
Syrië ·
Tsjechië ·
Tsjecho-Slowakije ·
Tunesië ·
Uruguay ·
Verenigde Staten ·
Wales ·
Wit-Rusland ·
Zuid-Afrika ·
Zuid-Korea ·
Zweden ·
Zwitserland
Brazilië (2002, 1) · 
Costa Rica (2002) · 
Duitsland (2008) · 
Italië (2021) · 
Kroatië (2008) · 
Kroatië (2016) · 
Portugal (2008) · 
Spanje (2016) · 
Tsjechië (2008) · 
Wales (2021) · 
Zwitserland (2008) · 
Zwitserland (2021)
Albanië · België · Bulgarije · Denemarken · Duitsland · Engeland · Estland · Finland · Frankrijk · Griekenland · Hongarije · Ierland · IJsland · Israël · Italië · Joegoslavië · Kroatië · Letland · Litouwen · Luxemburg · Nederland · Noord-Ierland · Noorwegen · Oostenrijk · Polen · Portugal · Roemenië · Schotland · Slowakije · Spanje · Tsjecho-Slowakije · Turkije · Wales · Zweden · Zwitserland